# Med folket för fosterlandet (1938)
Med folket för fosterlandet är en svensk dramafilm från 1938 i regi av Sigurd Wallén. I huvudrollerna ses Wallén, Linnéa Hillberg och Hasse Ekman.

## Handling
Förtexten lyder: "Med folket för fosterlandet – En film om Konung Gustaf (V) och hans folk 1907–1938." 
Med folket för fosterlandet var Gustaf V:s valspråk. Filmen följer två familjer som bor i samma hus; Redaktör Bergströms familj med hustru Anna, sonen Sven och dottern Lisa samt familjen Karlsson, med metallarbetaren Gustav Karlsson, hans hustru, sonen Hjalmar och dottern Elsa.
Filmen inleds 1907 och på Stockholms slott har precis kung Oscar II dött. Det är nya tider i Sverige och man diskuterar de höjda priserna, rädslan för krig, socialism, allmän rösträtt, automobilernas framfart, kinematografen och spritförbud. 
Åren och händelserna rullar på och så även familjernas liv. Man får fortsättningsvis se bland annat en flyguppvisning, Olympiska Spelen 1912, Per Albin Hansson tala, första världskrigets utbrott och premiären av Gösta Berlings saga. Åren avslutas traditionsenligt med att skådespelaren Anders de Wahl på Skansen läser Nyårsklockan.

## Rollista i urval
- Sigurd Wallén - Gustav Karlsson, metallarbetare
- Linnéa Hillberg - Anna Karlsson, Gustav Karlssons hustru
- Hasse Ekman - Hjalmar Karlsson, Gustav Karlssons son som vuxen
- Eleonor de Floer - Elsa Karlsson, Gustav Karlssons dotter som vuxen
- Gösta Cederlund - redaktör Bergström
- Marianne Löfgren - Anna Bergström, redaktör Bergströms hustru
- Kotti Chave - Sven Bergström, deras son som vuxen
- Björn Berglund - Johan Philipsson, automobilförsäljare
- Maritta Marke - Lisa, Anna Bergströms syster
- Ann Mari Uddenberg - Marianne, Lisas och Johans dotter, Hjalmars fästmö
- Eric Abrahamsson - redaktör Jonasson
- Gösta Gustafson - redaktör Magnusson
- Anders Henrikson - gamle kamrern
- Åke Johansson - Hjalmar Karlsson, Gustav Karlssons son som barn
- Sven-Eric Carlsson - Sven Bergström som barn
- Hilda Borgström - gamla fru Bergström
- Anders de Wahl - nyårsuppläsare av Lord Alfred Tennysons "Nyårsklockan"
- Wiktor "Kulörten" Andersson - försäljare av kungatavlor
- Åke Grönberg - typograf på redaktionen

## Produktion och mottagande
Filmen premiärvisades 13 juni 1938 på Skandia i Stockholm. Inspelningen skedde med ateljéfilmning i Filmstaden, Råsunda och med exteriörer i Stockholm av filmfotograf Elner Åkesson.
Filmens produktion igångsattes av det lilla bolaget Sveriges Biografägares Distributionsbyrå (S.B.D.), som lade ut den tekniska produktionen på Svensk Filmindustri mot att det senare gav en kredit på 75 000 kr, som i detta fall kom att motsvara en fjärdedel av den totala produktionskostnaden som blev så hög som ca 300.000 kr. S.B.D. sökte stöd för produktionen av statliga lotterimedel vilket dock avslogs. Då S.B.D. enligt SF:s uppfattning senare inte kunde fullgöra sina ekonomiska åtaganden tog SF själv över produktionen och filmen. Något som ledde till att AB Filmdistribution, som övertagit S.B.D.s rättigheter stämde SF och krävde att få ut filmmaterialet. Kravet avslogs i tingsrätten, en dom som fastställdes av hovrätten 1942 (notis Dagens Nyheter 16.12.1942). Sedermera löstes det hela så att SF och S.B.D. kom att dela på distributionen av filmen. S.B.D. försattes senare i konkurs i april 1939.

### Fotnoter
1. ↑  Med folket för fosterlandet (1938) på Svensk Filmdatabas (handling)

- Qvist, Per Olov (1995): Folkhemmets bilder. Modernisering, motstånd och mentalitet i svensk 30-talsfilm. Lund. Arkiv. ISBN 91 7924 084 4 (sid 51, 58)
- Handlingar Sveriges Biografbyrås Distributionbyrå. Bolagsbyrån. Patent- och registreringsverket. Riksarkivet
- "Kungafilmen får efterspel inför Nothin". Social-Demokraten 17.8.1938. Skildrar de olika turerna kring de ekonomiska mellanhavandena mellan de olika intressenterna S.B.D., Svenska Filmindustri och AB Filmdistribution